# Antonio Vico (cardenal)
Antonio Vico STD JUD (Agugliano, 9 de enero de 1847 - Roma, 25 de febrero de 1929) fue un cardenal de la Iglesia católica, delegado apostólico en Colombia, nuncio apostólico en Bélgica y España, y Prefecto de la Congregación de Ritos.

## Biografía
Antonio Vico nació en Agugliano, Italia. Fue educado en el Colegio Capranica de Roma. 
Desde 1873 hasta 1876 estudió en la Pontificia Universidad Gregoriana donde obtuvo los doctorados en filosofía, teología y un doctorado tanto en derecho civil como canónico.

### Sacerdocio
Fue ordenado sacerdote el 20 de septiembre de 1873 en Ancona. Realizó una labor pastoral en la diócesis de Roma desde 1876 hasta 1877. 
Se desempeñó como secretario de la nunciatura en España, con el entonces nuncio apostólico monseñor Giacomo Cattani, desde marzo de 1877 hasta primeros de noviembre de 1879, y fue secretario de la delegación apostólica en Constantinopla hasta 1883. 
Se desempeñó como auditor eclesiástico de la nunciatura en Francia desde 1883 hasta 1887 y de la nunciatura en España, desde 1887 hasta 1893 y de la nunciatura en Portugal desde 1893 hasta 1897. 
Fue nombrado capellán de Su Santidad el 25 de mayo de 1886.

### Episcopado

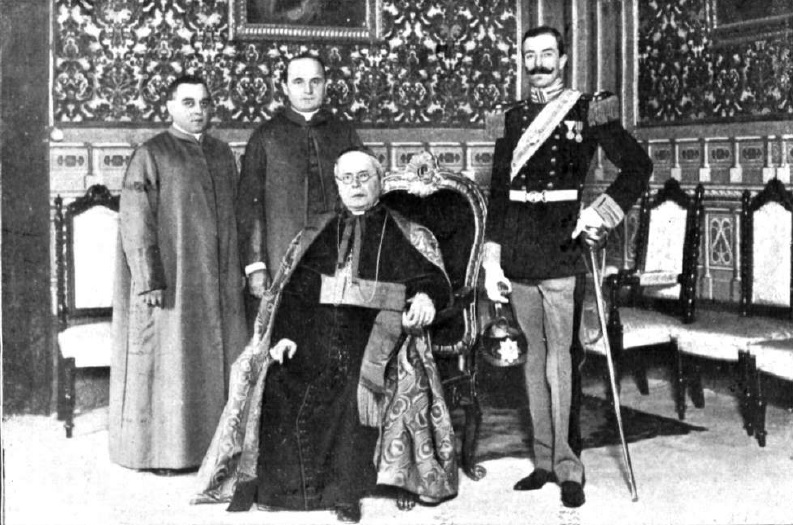
Fotografía que muestra al nuncio en España Antonio Vico acompañado de sus secretarios y del guardia marqués de Lepri, que le había llevado el nombramiento como cardenal.

Fue nombrado arzobispo titular de Filipos por el Papa León XIII el 22 de diciembre de 1897. Se desempeñó como Delegado Apostólico en Colombia desde el 24 de noviembre de 1897 hasta 1904 y como Nuncio apostólico en Bélgica, desde el 4 de febrero de 1904, y en España, desde el 21 de octubre de 1907 hasta 1913.

#### El movimiento social católico en España
Durante su nunciatura española, conocedor personal de la situación social de los católicos, gracias a sus estancias previas en España, intentó implantar en España, por petición de la Santa Sede y en base a la experiencia italiana, unos estatutos de la Acción Católica y Social siguiendo tal modelo, aunque sin mucho éxito. Sin embargo, su decidido apoyo tuvo mayores logros en la fundación en 1908 de la Asociación Católica Nacional de Jóvenes Propagandistas por el jesuita Ángel Ayala y el que sería su primer presidente, Ángel Herrera Oria.

### Cardenalato
Fue creado y proclamado Cardenal-Presbítero de San Calisto en el consistorio del 27 de noviembre de 1911 por el Papa Pío X.
Participó en el cónclave de 1914 que eligió al Papa Benedicto XV. El Papa Benedicto XV lo nombró Prefecto de la Sagrada Congregación de Ritos el 11 de febrero de 1915. Fue elegido para la orden de cardenales obispos, tomando la sede suburbicaria de Porto e Santa Rufina el 6 de diciembre de 1915. Participó en el cónclave de 1922 que eligió al Papa Pío XI. 
Murió en Roma en 1929 a la edad de 82 años.